# Michail Kostjukov
Michail Aleksandrovič Kostjukov (in russo Михаил Александрович Костюков?; traslitterazione anglosassone: Mikhail Aleksandrovich Kostyukov; Nižnij Novgorod, 9 agosto 1991) è un calciatore russo, ala o centrocampista del Volna Kovernino.